# Ясиплево
Ясиплево — деревня в Тутаевском районе Ярославской области России. 
В рамках организации местного самоуправления входит в Левобережное сельское поселение, в рамках административно-территориального устройства — в Помогаловский сельский округ.

## География
Расположена на реке Урдома, в 7 километрах к северу (по прямой) от центра города Тутаева.

## Население
| 2007 | 2010 |
| ---- | ---- |
| 175  | ↘139 |

Согласно результатам переписи 2002 года, в национальной структуре населения русские составляли 92 % от всех жителей.